# Consulat général d'Algérie à Lyon
Le consulat général d'Algérie à Lyon est une représentation consulaire de la République algérienne démocratique et populaire en France. Il est situé rue Vauban, à Lyon.